# Elijah Paine
Elijah Paine (Brooklyn, 1757. január 21. – Williamstown, 1842. április 28.) az Amerikai Egyesült Államok szenátora (Vermont, 1795–1801).